# Gordon Gale Crean
Gordon Gale Crean (* 29. April 1914 in Toronto, Ontario; † 10. Mai 1976 in London) war ein kanadischer Diplomat.

## Leben
Die Eltern von Gordon Gale Crean waren Louisa Annie Evelyn Gale und Gordon Campbell. Er studierte Rechtswissenschaft und wurde Barrister. Von 1952 bis 1953 war er Counselor an der kanadischen High Commission in London. Von 1953 bis 1956 wurde er im Außenministerium in Ottawa beschäftigt. Von 1958 bis 1961 war er Gesandter in Paris. Seine Frau ist Elizabeth Grant. Ihre Kinder sind Patrick, Fiona und David Crean.
| Vorgänger                                 | Amt                                                                      | Nachfolger                  |
| ----------------------------------------- | ------------------------------------------------------------------------ | --------------------------- |
| Joseph Jacques Janvier Émile Vaillancourt | kanadischer Geschäftsträger in Belgrad 9. Juni 1950 bis 23. Oktober 1951 | James Scott Macdonald       |
| Robert Ford                               | kanadischer Botschafter in Belgrad 13. Januar bis 10. Juni 1961          | Ross Campbell               |
| Jules Léger                               | kanadischer Botschafter in Rom 22. Mai 1964 bis 16. Februar 1970         | Evan Benjamin Rogers        |
| —                                         | kanadischer Botschafter in Valletta 12. Januar 1965 bis 2. Dezember 1969 | Evan Benjamin Rogers        |
| Richard Plant Bower                       | kanadischer Botschafter in Bonn 27. Februar 1970 bis 18. Juli 1975       | John Gelder Horler Halstead |